# 체시스 (기업)
주식회사 체시스는 대한민국의 스마트홈 기업이다.

## 역사
1989년 8월 삼립정공 주식회사로 설립되어 2001년 12월 에이엠에스를 계열사로 편입한 후, 2002년 12월 현재의 상호로 변경하였다.

## 테마주
부사장과 사외이사가 한동훈 대표와 각각 미국 컬럼비아, 서울대 동문으로 알려지면서 한동훈 관련주로 분류됐다.

## 같이 보기
- 한동훈

### 내용주
1. ↑  이명곤 회장이 지분 37.74%를 소유하고 있는 업체
2. ↑  체시스의 자회사 중 유일하게 경상북도 영천시에 있다.